# Justicia toroensis
Justicia toroensis är en akantusväxtart som beskrevs av Spencer Le Marchant Moore. Justicia toroensis ingår i släktet Justicia och familjen akantusväxter. Inga underarter finns listade i Catalogue of Life.